# Pseudoneptis
Pseudoneptis is een geslacht van vlinders uit de familie Nymphalidae.
Het geslacht telt één soort.
- Pseudoneptis bugandensis Stoneham, 1935